# Cres (stad)
Cres (Italiaans: Cherso; Latijn: Crepsa; Oudgrieks Κρέψα of Chèrsos; Duits: Kersch) is een plaats op het gelijknamige eiland in de Kroatische provincie Primorje-Gorski Kotar met ca. 3000 inwoners (2001).
Steden (gradovi): Rijeka · Bakar · Cres · Crikvenica · Čabar · Delnice · Kastav · Kraljevica · Krk · Mali Lošinj · Novi Vinodolski · Opatija · Rab · Vrbovsko

Gemeenten (općine): Baška · Brod Moravice · Čavle · Dobrinj · Fužine · Jelenje · Klana · Kostrena · Lokve · Lopar · Lovran · Malinska-Dubašnica · Matulji · Mošćenička Draga · Mrkopalj · Omišalj · Punat · Ravna Gora · Skrad · Vinodolska · Viškovo · Vrbnik